# Principautés de la Haute-Oka

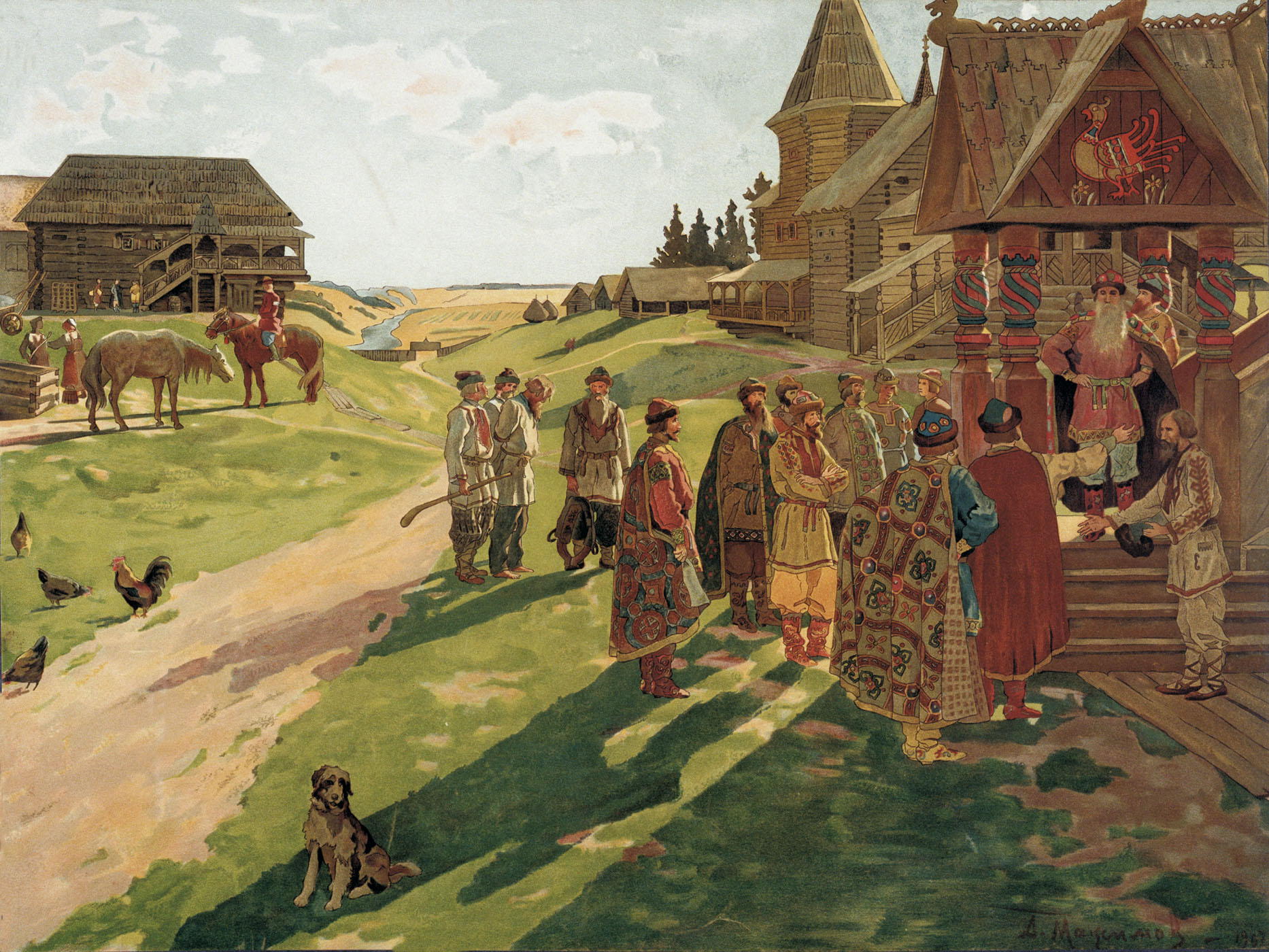
Domaine d'un petit prince médiéval, vu par Alekseï Maksimov (1907).

Dans l'historiographie russe, le terme de « Principautés de la Haute-Oka » (en russe Верховские княжества, Verkhovskie kniajestva, soit les « Hautes principautés », dans le sens de la hauteur physique) s'applique traditionnellement à une douzaine de petites entités politiques éphémères situées le long du cours supérieur de la rivière Oka et ayant existé au tournant des XIVe et XVe siècles. Elles étaient dirigés par les « princes supérieurs », chacun d'entre eux descendant de Mikhaïl Vsevolodovitch de Tchernigov (Grand Prince de Kiev vers 1236-1243). Ces anciennes entités politiques se trouvent actuellement dans les territoires actuels de divers sujets fédéraux de Russie : l'oblast de Toula, l'oblast de Kalouga, l'oblast d'Orel et l'oblast de Briansk.

## Histoire
Après l'invasion mongole de la Rus' de Kiev de 1223 à 1240, le clan Olgovitchi (en), de la principauté de Tchernigov, autrefois important, a progressivement décliné jusqu'à un point où les descendants de Mikhaïl de Tchernigov (mort en 1246) ont dirigé des dizaines d'entités quasi souveraines. Après 1350, alors que les principautés se retrouvaient coincées entre le Grand-Duché de Lituanie en constante expansion (établi en 1236) à l'ouest et la principauté de Moscou alors émergente (établie en 1263) au nord ; les différentes entités politiques de la Haute-Oka fluctuaient entre des alignements avec chacune de ces deux grandes puissances régionales.
À la fin du XIVe siècle, les principautés payent un tribut annuel à la Lituanie. Le renforcement de l'alliance des dirigeants lituaniens avec la Pologne catholique romaine provoque cependant des changements dans l'équilibre des pouvoirs dans la région. La plupart des dirigeants orthodoxes des principautés de la Haute-Oka commencent donc à se tourner vers Moscou pour se protéger contre l’expansionnisme lituanien. D'autres cherchent au contraire la protection de la Lituanie contre l’expansionnisme moscovite, comme le prince Ivan de Mojaïsk qui, en 1454, s'enfuit en Lituanie pour échapper à Vassili II de Moscou. Vers la fin du XVe siècle, la plupart de ces princes s'étaient installés à la cour moscovite. En 1494, la Lituanie renonce finalement à ses revendications sur la région.

## Liste des principautés (par ordre d'ancienneté)
- Odoïev (en) (Principauté d'Odoïev (en)) et Novossil[1] - sièges des princes Odoïevski (en)[1] conservés comme apanage jusqu'à l'Opritchnina de 1565-1572 ;
- Beliov (Principauté de Beliov (en)) - le siège des princes Beliovski[1] (1468-1588) ;
- Vorotynsk (en) - siège des princes Vorotynski (en)[1], conservé par eux comme apanage jusqu'à l'Oprichnina ;
- Mossalsk - le siège des princes Massalski (en)[1] ;
- Zvenigorod sur l'Oka (ru) - siège des princes Zvenigorodski[1] et des princes Nozdrevaty ;
- Karatchev - le siège des princes Khotetovski ;
- Kozelsk et Peremychl (en) - sièges des princes Gortchakov ;
- Taroussa (Principauté de Taroussa (en))[1] et Mechtchevsk (aujourd'hui Mechtchovsk) - sièges des princes Mezetski avec leurs branches cadettes de Teterine et Chtcherbatov ;
- Boriatino (en) - siège des princes Boryatinski ;
- Obolensk (en)- siège des princes Obolenski[1] avec leurs branches cadettes de Repnine, Lykov, Dolgoroukov, Chtcherbatov, etc.

## Cartes

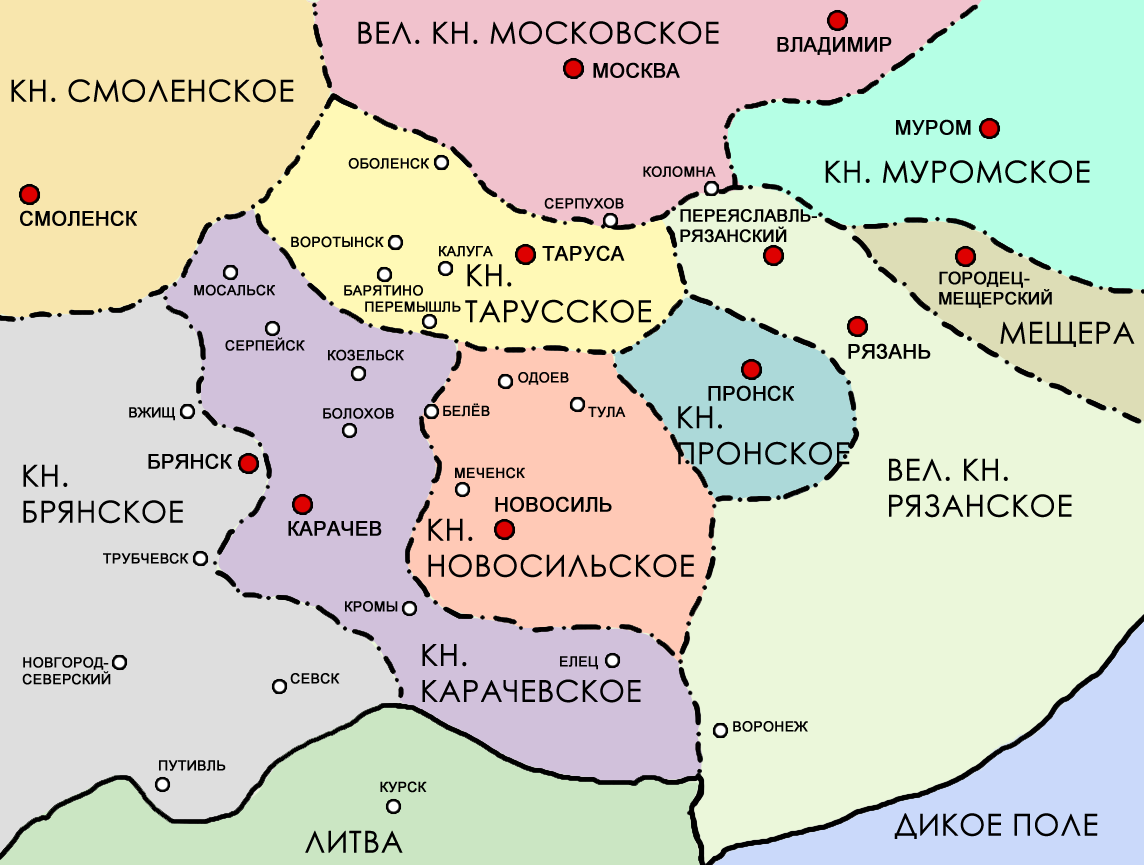
Premières principautés de la Haute-Oka vers 1300
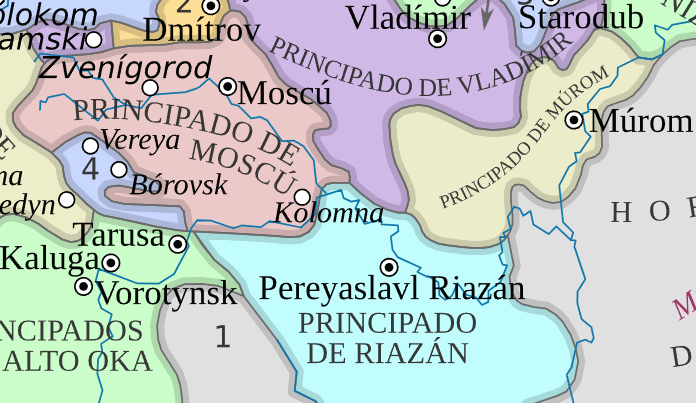
Principautés de la Haute-Oka vers 1350
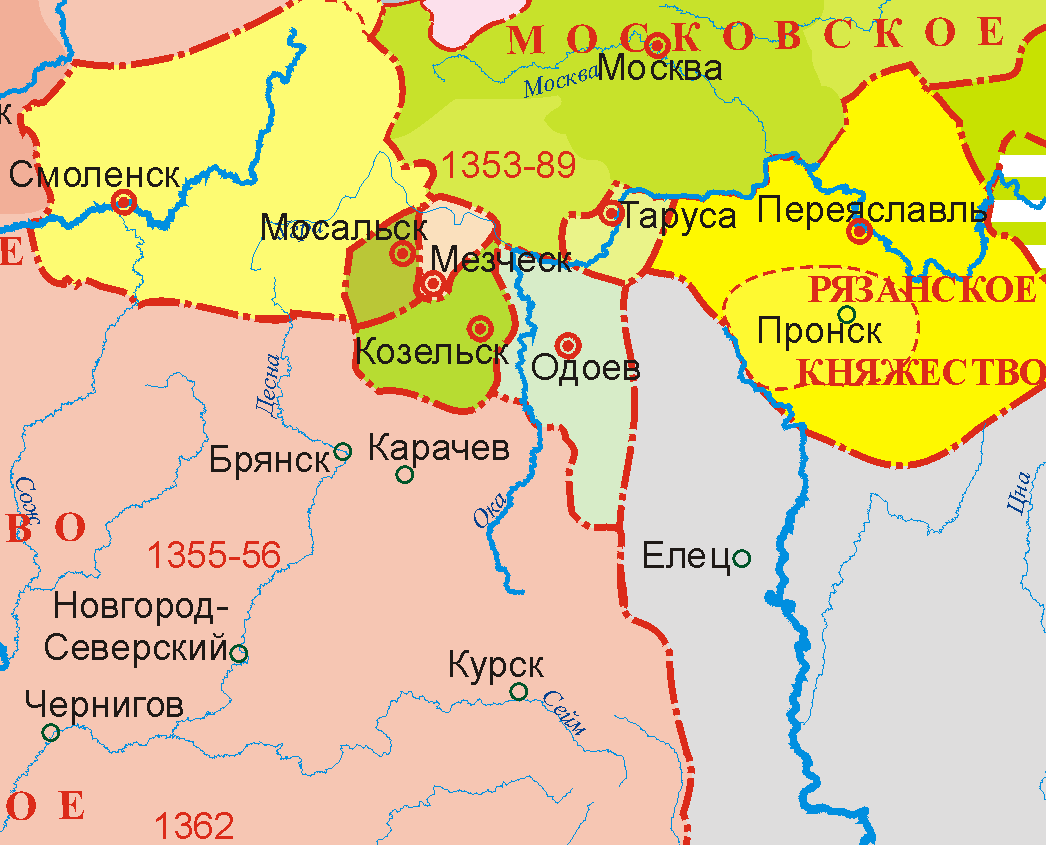
Principautés de la Haute-Oka vers 1389
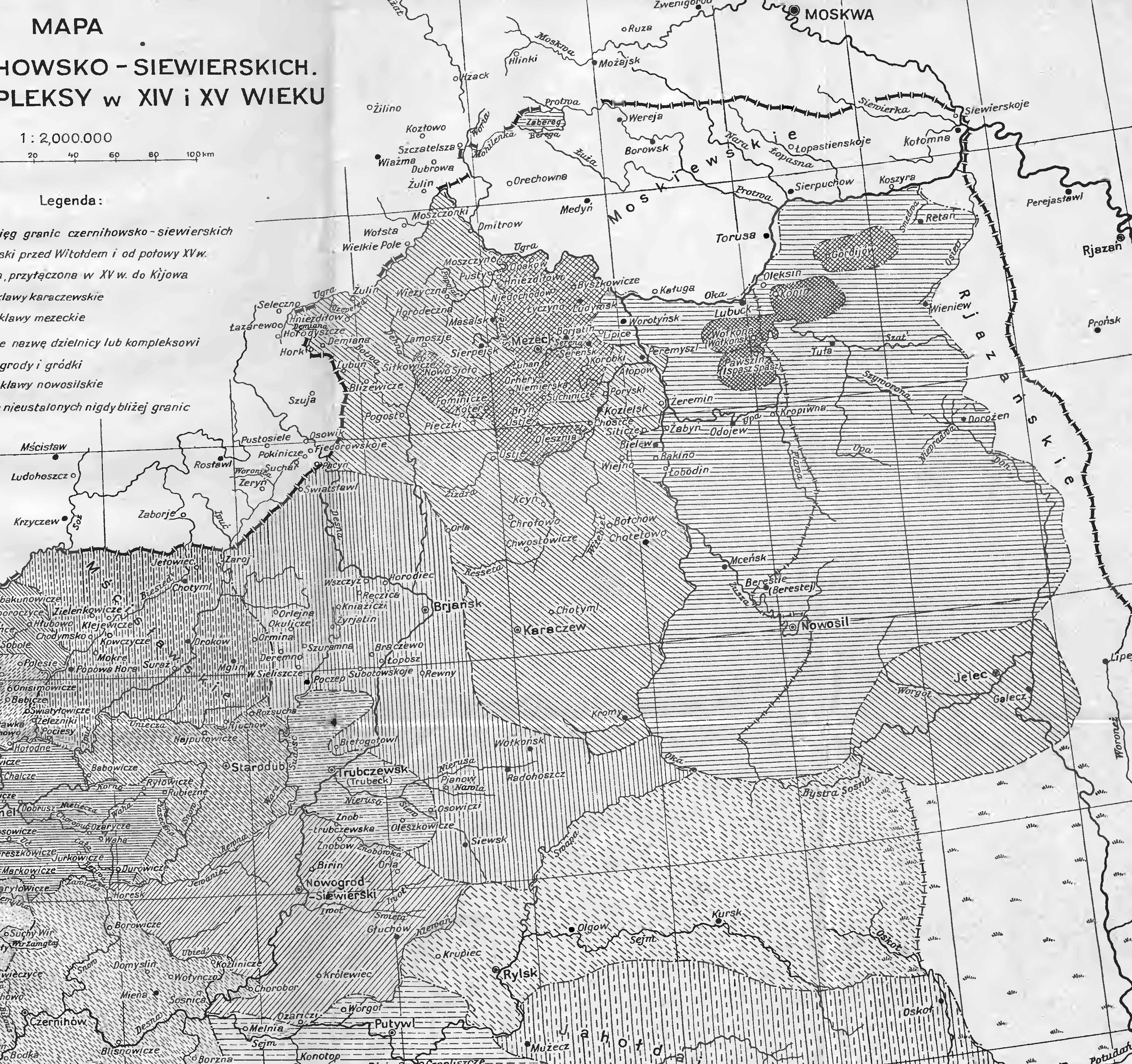
Principautés de la Haute-Oka vers 1400
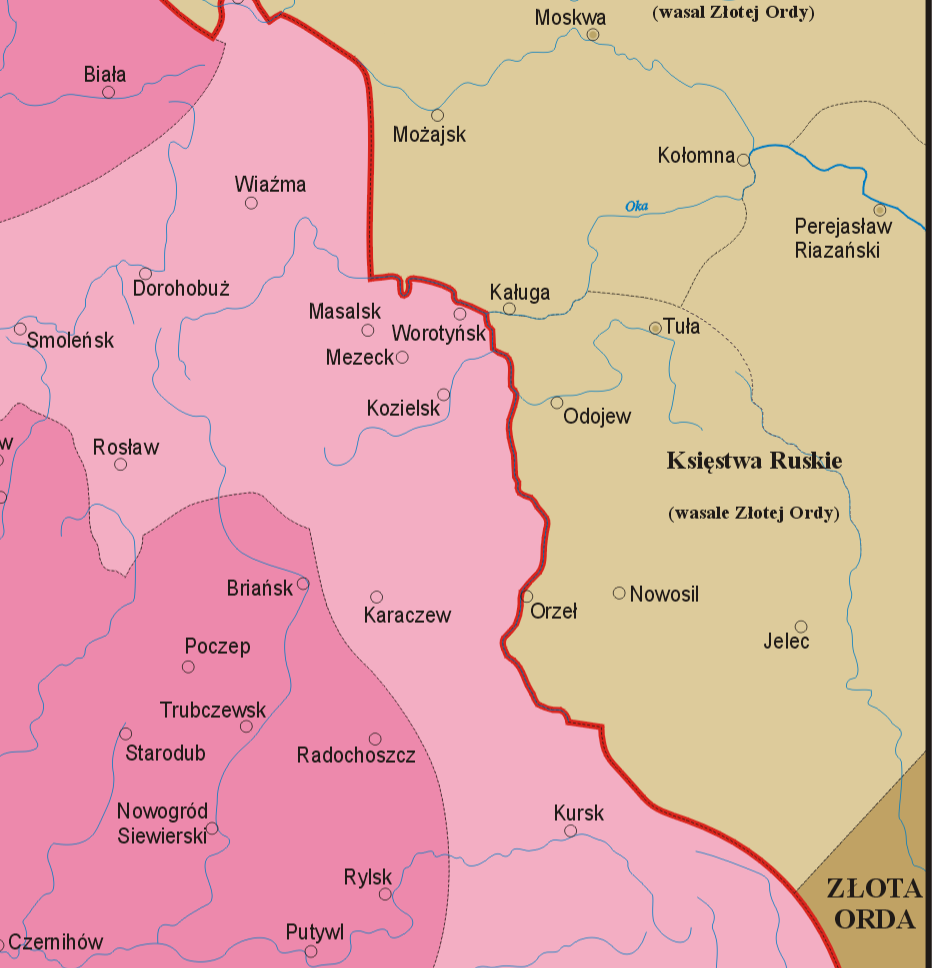
Principautés de la Haute-Oka en 1434 En rose, le Grand Duché de Lituanie
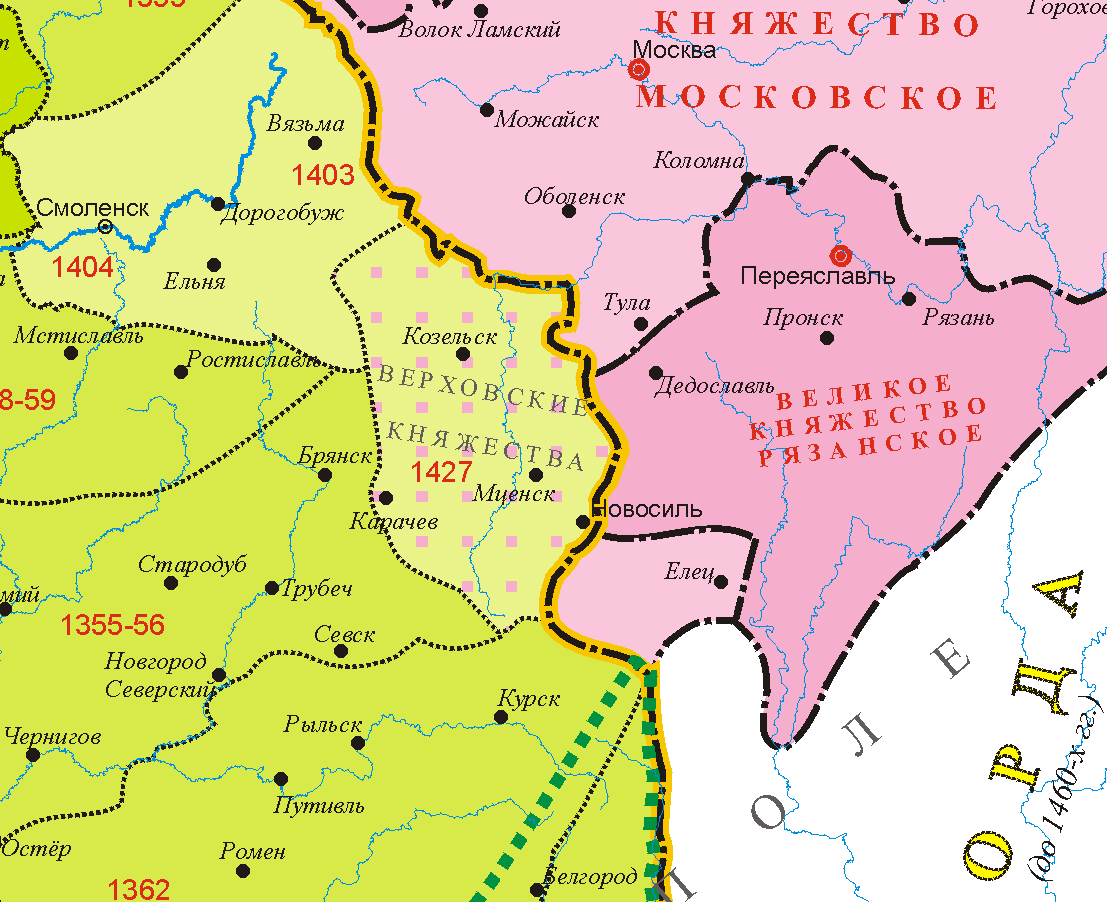
Principautés de la Haute-Oka en 1462 En vert, le Grand Duché de Lituanie